# Levante Almeriense
Die Comarca Levante Almeriense ist eine der sieben Comarcas in der Provinz Almería. Sie wurde, wie alle Comarcas in der Autonomen Gemeinschaft Andalusien, mit Wirkung zum 28. März 2003 eingerichtet.
Die Comarca umfasst 13 Gemeinden mit einer Fläche von 1.585,96 km² und dem Hauptort Huércal-Overa.

## Lage
| Valle del Almanzora | Comarca de los Vélez                        | Region Murcia |
|                     | Kompassrose, die auf Nachbargemeinden zeigt | Mittelmeer    |
| Filabres-Tabernas   | Comarca Metropolitana de Almería            |               |

## Gemeinden
| Gemeinde                   | Einwohner (2024) | Fläche km² | Dichte Einw./km² | Cod INE | Postleitzahl        |
| -------------------------- | ---------------- | ---------- | ---------------- | ------- | ------------------- |
| Antas                      | 3.450            | 99,14      | 35               | 04016   | 04628               |
| Bédar                      | 976              | 46,72      | 21               | 04022   | 04288               |
| Carboneras                 | 8.441            | 95,46      | 88               | 04032   | 04140               |
| Cuevas del Almanzora       | 15.246           | 264,83     | 58               | 04035   | 04610, 04616, 04619 |
| Los Gallardos              | 3.071            | 34,93      | 88               | 04048   | 04280               |
| Garrucha                   | 10.603           | 7,68       | 1.381            | 04049   | 04630               |
| Huércal-Overa              | 20.609           | 317,70     | 65               | 04053   | 04600               |
| Lubrín                     | 1.428            | 138,13     | 10               | 04059   | 04271               |
| Mojácar                    | 7.517            | 71,54      | 105              | 04064   | 04638               |
| Pulpí                      | 11.906           | 94,68      | 126              | 04075   | 04640               |
| Sorbas                     | 2.525            | 249,16     | 10               | 04086   | 04270               |
| Turre                      | 4.209            | 107,96     | 39               | 04093   | 04639               |
| Vera                       | 19.488           | 58,03      | 336              | 04100   | 04620, 04621        |
| Comarca Levante Almeriense | 109.469          | 1.585,96   | 69               | –       | –                   |

## Nachweise
1. ↑  Instituto Nacional de Estadística Municipal Register of Spain
2. ↑  Orden de 14 de marzo de 2003, por la que se aprueba el mapa de comarcas de Andalucía a efectos de la planificación de la oferta turística y deportiva, Boletín Oficial de la Junta de Andalucía (Amtsblatt der Regierung von Andalusien), Nr. 59 vom 27. März 2003, S. 6248